# 胡逸洲
胡逸洲（1928年3月—），男，上海人，中华人民共和国政治人物，曾任中国民用航空局局长，第七、八届全国政协委员。